# (11112) Cagnoli
Pour les articles homonymes, voir Cagnoli.
(11112) Cagnoli est un astéroïde de la ceinture principale.

## Description
(11112) Cagnoli est un astéroïde de la ceinture principale. Il fut découvert le 18 novembre 1995 à Dossobuono par l'observatoire Madonna di Dossobuono. Il présente une orbite caractérisée par un demi-grand axe de 2,93 UA, une excentricité de 0,23 et une inclinaison de 15,2° par rapport à l'écliptique.

## Compléments